# Невизначена ортогональна група
Невизначена ортогональна група {\displaystyle \mathrm {O} (p,q)} — це група Лі всіх лінійних перетворень n-вимірного дійсного векторного простору, які залишають інваріантною невироджену симетричну білінійну форму з сигнатурою {\displaystyle (p,q)}, де {\displaystyle n=p+q}. Розмірність групи дорівнює {\displaystyle n(n-1)/2}.
Невизначена спеціальна ортогональна група {\displaystyle \mathrm {SO} (p,q)} є підгрупою групи {\displaystyle \mathrm {O} (p,q)}, що складається з усіх елементів з визначником 1. На відміну від особливого випадку {\displaystyle \mathrm {SO} (p,q)} група не зв'язна — вона має дві компоненти і є дві додаткові підгрупи зі скінченним індексом, а саме, зв'язна {\displaystyle \mathrm {SO} ^{+}(p,q)} і {\displaystyle \mathrm {O} ^{+}(p,q)}, яка має дві компоненти.
Сигнатура форми визначає групу з точністю до ізоморфізму. Перестановка p з q призводить до заміни метрики на її заперечення, що дає ту ж саму групу. Якщо p або q дорівнює нулю, група ізоморфна звичайній ортогональній групі O(n). Далі ми припускаємо, що і p, і q додатні.